# 2008年8月逝世人物列表
2008年逝世人物列表：1月 - 2月 - 3月 - 4月 - 5月 - 6月 - 7月 - 8月 - 9月 - 10月 - 11月 - 12月
2008年8月逝世人物列表，是用于汇总2008年8月期间逝世人物的列表。

## 依日期排序

### 1日
- 吾同樹，29歲，中國廣東省青年詩人，畢業於暨南大學珠海學院中文系。[1]
- 萊奧波爾多·阿拉斯·明格斯，45歲，西班牙作家、詩人和編輯。[2]
- 卡洛斯·阿龐特（Carlos Aponte），69歲，哥倫比亞足球運動員。[3]
- 羅爾夫·裴（Rolf Bae），33歲，挪威登山家，登山事故。[4]
- 波琳·拜恩斯（Pauline Baynes），85歲，英國插畫家（《納尼亞傳奇》、《指環王》）。[5]
- 彼得·傑克遜（Peter Jackson），80歲，澳大利亞時裝設計師，前列腺癌。[6]
- Ashok Mankad，61歲，印度板球運動員。[7]
- Mqalo酋長，91歲，南非AmaKhuze部落酋長，愛麗絲。[8]
- Harkishan Singh Surjeet，92歲，印度政治家，心臟驟停。[9]
- 布奇·懷特，72歲，英國板球運動員（英格蘭格拉摩根漢普郡）。[10]

### 2日
- 赤塚不二夫，72歲，日本漫畫家，肺炎。[11]
- 弗雷德里克·阿普卡爾（Frederic Apcar），93歲，出生於俄羅斯的法國雜技演員和製作人/主持人。[12]
- 湯瑪斯·約翰·阿什頓，海德第三代阿什頓男爵，81歲，英國貴族和銀行家。[13]
- Geoffrey Ballard，76歲，加拿大商人和燃料電池科學家，巴拉德動力系統公司創始人。[14]
- 佩雷斯·塞利斯（Pérez Celis），69歲，阿根廷整形藝術家，白血病。[15]
- 阿丰索·埃沃拉，89歲，巴西奧運會銅牌得主（1948年）籃球運動員。[16]
- Helga Gitmark，78歲，挪威政治家。[17]
- 克裡斯托弗·岡薩雷斯（Christopher González），65歲，牙買加雕塑家和畫家，癌症。[18]
- Kåre Grøndahl Hagem，93歲，挪威政治家。[19]
- 艾倫·科爾斯塔德，76歲，美國政治家，蒙大拿州副州長（1988-1991），癌症。[20]
- Ger McDonnell，37歲，愛爾蘭登山家，第一位登上K2峰頂的愛爾蘭人，攀登事故。[21]
- 彼得·羅德曼（Peter Rodman），64歲，美國外交政策專家，白血病。[22]
- John F. Seiberling，89歲，美國政治家，俄亥俄州眾議員（1971-1987），呼吸衰竭。[23]

### 3日
- 安東·阿勒曼，72歲，瑞士足球運動員（PSV埃因霍溫，1.紐倫堡足球俱樂部，蘇黎世蚱蜢），心臟病發作。[24]
- 斯基普·卡雷（Skip Caray），68歲，美國棒球（亞特蘭大勇士隊）和籃球（老鷹隊）的廣播員，哈裡·卡雷（Harry Caray）的兒子，支氣管炎。[25]
- 埃裡克·達林（Erik Darling），74歲，美國詞曲作者，民謠音樂家，淋巴瘤。[26]
- 羅傑·迪恩（Roger Dean），65歲，英國吉他手，腦癌。[27]
- 巴巴通德·何塞（Babatunde Jose），82歲，奈及利亞記者和報紙編輯。[28]
- Jeffrey S. Medkeff，39歲，美國天文學家和科學作家，肝癌。[29]
- 罗伯特·蒙哥马利（Robert Montgomery），78歲，美國律師。[30]
- Aurelius H. Piper Sr.，92歲，自1959年以來擔任金山波古塞特印第安民族的美國世襲酋長，自然原因。[31]
- 亚历山大·索尔仁尼琴，89歲，俄羅斯小說家和歷史學家，諾貝爾獎獲得者（1970年），心力衰竭。[32]
- Louis Teicher，83歲，美國古典鋼琴家（Ferrante&Teicher），心力衰竭。[33]

### 4日
- 阿爾貝托·阿查卡茲·瓦拉基爾（Alberto Achacaz Walakial），79歲，智利工匠，最後一位血統純正的阿拉卡魯夫人之一，血液中毒。[34]
- Sally Insul，92歲，美國女演員，心力衰竭。[35]
- 克雷格·鐘斯（Craig Jones），23歲，英國摩托車賽車手，因賽車事故頭部受傷。[36]
- 彼得·卡斯（Peter Kass），85歲，美國演員、導演和教師。[37]
- 河井英里，43歲，日本流行音樂和古典歌手，肝癌。[38]
- Victor McCaffery，89歲，澳大利亞板球運動員。[39]
- 羅伯特·馬尤（Robert Maheu），90歲，美國商人，霍華德·休斯（Howard Hughes）的助手。[40]
- 尼古拉·雷西尼奧（Nicola Rescigno），92歲，美國歌劇指揮，股骨骨折併發症。[41]
- 約翰尼·蒂奧（Johnny Thio），63歲，比利時足球運動員和教練，心肌破裂。[42]
- 格雷格·韋爾德（Greg Weld），64歲，美國賽車手和商人，心臟病發作。[43]

### 5日
- 阿齊茲·阿卜杜拉·艾哈邁德（Aziz Abdullah Ahmed），80-81歲，伊拉克庫爾德法官，阿爾茨海默病。[44]
- 雅羅斯拉夫·亞歷克薩（Jaroslav Alexa），59歲，捷克奧運運動員。[45]
- 布魯諾·達蘭斯基（Bruno Dallansky），79歲，奧地利演員。[46]
- 羅伯特·哈扎德（Robert Hazard），59歲，美國音樂家和詞曲作者（“女孩只想玩得開心”），胰腺癌。[47]
- 傑克·卡門（Jack Kamen），88歲，美國漫畫家（《地下室的故事》《恐怖穹頂》），癌症。[48]
- Reg Lindsay，79歲，澳大利亞鄉村音樂歌手和詞曲作者，肺炎。[49]
- 謝爾比·林維爾（Shelby Linville），78歲，美國籃球運動員（肯塔基野貓隊），癌症。[50]
- 何塞·麥德林（José Medellín），33歲，墨西哥被定罪的殺人犯，在德克薩斯州被注射死刑。[51]
- 加里·穆尼（Gary Mooney），78歲，美國動畫師（《睡美人》、《淑女與流浪漢》、《叢林喬治》），癌症。[52]
- 丹尼爾·諾裡斯（Daniel L. Norris），73歲，加拿大西北地區專員（1989-1994），心力衰竭。[53]
- Eva Pflug，79歲，德國女演員（Raumpatrouille Orion）。[54]
- 曼努埃爾·德·阿爾梅達·特林達德（Manuel de Almeida Trindade），90歲，羅馬天主教阿威羅教區葡萄牙主教（1962-1988）。[55]

### 6日
- Bertil Ahlin，81歲，瑞典拳擊手。[56]
- 羅伯特·內森·貝克（Robert Nason Beck），80歲，美國科學家，骨髓增生異常。[57]
- 約翰·庫利（John K. Cooley），80歲，美國作家（《邪惡戰爭》），記者和中東事務專家，癌症。[58]
- 吉恩·加盧沙（Gene Galusha），66歲，美國演員和敘述者。[59]
- 羅伊·霍華德（Roy Howard），85歲，澳大利亞板球運動員。[60]
- Karl Kuehl，70歲，美國棒球球探，教練和經理（蒙特利爾世博會），肺纖維化。[61]
- 托尼·羅素（Tony Russo），71歲，美國舉報人（五角大樓檔）。[62]
- 裘德·泰勒（Jud Taylor），68歲，美國電視導演和演員（《基爾達爾博士》、《星際迷航》、《法律與秩序：特殊受害者單位》），腎衰竭。[63]
- Reg Whitehouse，75歲，加拿大足球運動員（薩斯喀徹溫省Roughriders）。[64]

### 7日
- 伯尼·布里爾斯坦（Bernie Brillstein），77歲，美國電影製片人（《捉鬼敢死隊》，《藍調兄弟》，ALF），慢性肺病。[65]
- 胡安·布斯托斯（Juan Bustos），72歲，智利政治家，肝癌。[66]
- 西蒙·格雷（Simon Gray），71歲，英國劇作家，腹主動脈瘤。[67]
- 拉爾夫·克萊因（Ralph Klein），77歲，以色列籃球運動員和教練，腸癌。[68]
- 安德里亞·賓尼法利納（Andrea Pininfarina），51歲，義大利商人，賓尼法利納首席執行官，摩托車事故。[69]
- 克拉倫斯·羅斯特（Clarence Rost），94歲，加拿大冰球運動員。[70]

### 8日
- Ann-Mari Aasland，93歲，挪威政治家。[65]
- 里奧·亞歷克斯·布洛（Rio Alex Bulo），30歲，印尼連環殺手
- 拉爾夫·愛德華·道奇（Ralph Edward Dodge），101歲，美國衛理公會主教。[66]
- 安東尼奧·加瓦（Antonio Gava），78歲，義大利政治家，內政部長（1988-1990），長期患病。[67]
- 奧維爾·穆迪，74歲，美國職業高爾夫球手，1969年美國公開賽冠軍。[68]
- 埃萊奧·波馬雷（Eleo Pomare），70歲，哥倫比亞現代舞編舞家，癌症。[69]
- Henk Starreveld，94歲，荷蘭奧運皮划艇運動員。[70]

### 9日
- 斯坦利·貝利爵士（Sir Stanley Bailey），81歲，英國諾森伯里亞警隊警察總長（1975年－1991年）。[71]
- 達維許（Mahmoud Darwish），67歲，巴勒斯坦詩人。[72]
- 吳舜文，94歲，台灣實業家，與其夫嚴慶齡同為裕隆集團創辦人，死於心肺衰竭。[73]
- 張立綱，73歲，中華民國中央研究院第20屆{數理科學組）院士。[74]
- Giorgi Antsukhelidze，23歲，喬治亞士兵，被槍殺。[75]
- Sir Stanley Bailey, 81, British chief constable of Northumbria Police (1975–1991).[76]
- 彼得·科（Peter Coe），88歲，英國田徑教練，塞巴斯蒂安·科（Sebastian Coe）的父親。[77]
- 科爾姆·康登（Colm Condon），87歲，愛爾蘭律師，總檢察長（1965-1973）。[78]
- 鮑勃·庫尼斯（Bob Cunis），67歲，紐西蘭板球運動員。[79]
- 馬哈茂德·達爾維什（Mahmoud Darwish），67歲，巴勒斯坦詩人，心臟直視手術併發症。[80]
- 阿奇·埃利奧特，埃利奧特勳爵，85歲，英國法官。[81]
- 肯·格裡菲斯（Ken Griffiths），78歲，英國足球運動員（維爾港）。[82]
- 雅各·蘭道（Jacob Landau），74歲，美國記者，律師，新聞自由記者委員會（Reporters Committee for Freedom of the Press）聯合創始人，長期患病。[83]
- 伯尼·麥克（Bernie Mac），50歲，美國喜劇演員和演員（伯尼·麥克秀，海洋十一人，星期五），肺炎併發症。[84]
- 吉伯特·莫蘭德（Gilbert Morand），85歲，法國軍事巡邏隊員。[85]
- 羅伊·西蒙茲（Roy Simmonds），79歲，澳大利亞足球運動員（山楂），癌症。[86]
- 格雷格·厄文（Greg Urwin），61歲，澳大利亞外交官，太平洋島國論壇秘書長（2004-2008），癌症。[87]
- 丹尼斯·茴責奇諾夫，32歲，俄羅斯陸軍少校，俄羅斯聯邦英雄獎獎得主，在行動中殺亡。[88]
- 吳舜文，95歲，臺灣企業家，裕隆汽車董事長，心力衰竭。[89]

### 10日
- 嘉禾大廈大火中殉职的消防员：[90]
  - 蕭永方，46歲，香港消防處消防隊目。
  - 陳兆龍，25歲，香港消防處消防員。
- 路易絲·阿姆斯壯（Louise Armstrong），71歲，美國兒童作家。[91]
- 威廉·克裡斯蒂爵士，95歲，北愛爾蘭政治家，貝爾法斯特市長（1972-1975）。[92]
- 李·克拉克（Lee Clark），71歲，加拿大政治家，布蘭登·蘇裡斯（Brandon-Souris）議員（1983-1993）。[93]
- 約翰·埃斯蒙德（John Esmonde），71歲，英國電視編劇，埃斯蒙德和拉貝（Esmonde and Larbey）的一半（請先生，美好生活）。[94]
- 艾萨克·海耶斯（Isaac Hayes），65歲，美國靈魂和放克音樂家（“Theme from Shaft”）和演員（《南方公園》《羅克福德檔案》），奧斯卡獎得主（1972年），中風。[95]
- Cezmi Kartay，88歲，土耳其公務員和政治家（SODEP主席）。[96]
- William A. Knowlton, 88, American general.[97]
- 威廉·諾爾頓（William A. Knowlton），88歲，美國將軍。[98]
- 霍華德·明斯基（Howard G. Minsky），94歲，美國電影製片人（《愛情故事》）。[99]
- 特倫斯·裡格比（Terence Rigby），71歲，英國演員（《Get Carter》《Watership Down》《蒙娜麗莎的微笑》），肺癌。[100]
- Alexander Slobodyanik，65歲，烏克蘭鋼琴家，腦膜炎。[100]
- František Tikal，75歲，捷克冰球運動員。[101]
- 大衛·楊（David Young），76歲，英國里彭主教（1977-1999）。[102]

### 11日
- 荒勢永英，59歲，日本相撲選手，心力衰竭。[103]
- Agneta Bolme Börjefors，67歲，瑞典電視節目主持人和皇家記者。[104]
- 謝赫·阿卜杜勒·阿齊茲（Sheikh Abdul Aziz），55-56歲，克什米爾政治家，被槍殺。[105]
- Henry B. R. Brown，82歲，美國投資銀行家，動脈瘤。[106]
- John S. Bull，73歲，美國NASA宇航員。[107]
- 比爾·科頓，80歲，英國電視台高管。[108]
- 喬治·迪姆（George Deem），75歲，美國藝術家，肺癌。[109]
- 喬治·弗斯（George Furth），75歲，美國劇作家（公司）和演員（《熾熱的馬鞍》《炮彈逃亡》）。[110]
- Don Helms，81歲，美國鋼吉他手。[111]
- 詹姆斯·霍伊特（James Hoyt），83歲，美國士兵，布痕瓦爾德解放隊成員。[112]
- 阿纳托利·赫拉帕季（Anatoly Khrapaty），45歲，哈薩克奧運舉重運動員（蘇聯和哈薩克），摩托車事故。[113]
- Günther Schifter，84歲，奧地利記者和電臺主持人。[114]
- 弗雷德·西諾瓦茨，79歲，奧地利政治家，奧地利總理（1983-1986）。[115]
- 達倫·泰勒（Darren Taylor），42歲，美國幫派成員，後來成為和平締造者，癌症。[116]
- 羅希·威爾斯，31歲，美國拳擊手，奧運獎牌得主，射擊。[117]

### 12日
- 克裡斯蒂·艾倫（Christie Allen），53歲，澳大利亞流行歌手，胰腺癌。[118]
- 邁克爾·巴克桑德爾（Michael Baxandall），74歲，英國藝術史學家，帕金森病。[119]
- Gilles Bilodeau，53歲，加拿大NHL和世界曲棍球協會球員（魁北克北歐隊）。[120]
- Mick Clough，80歲，澳大利亞政治家，新南威爾士州立法議會議員（1976-1988,1991-1999）。[121]
- 多蒂·威爾特斯·柯林斯（Dottie Wiltse Collins），84歲，美國AAGPBL棒球投手（韋恩堡雛菊）。[122]
- 萊昂·多爾西（Leon Dorsey），32歲，美國連環殺手，注射死刑。[123]
- 唐納德·厄布，81歲，美國前衛作曲家。[124]
- 喬治·吉克（George Gick），92歲，美國職業棒球大聯盟球員（芝加哥白襪隊）。[125]
- Rust Hills，83歲，美國小說編輯（Esquire），心臟驟停。[126]
- 萊斯特·霍根（Lester Hogan），88歲，美國物理學家，阿爾茨海默病併發症。[127]
- 維爾瑪·賈姆尼卡（Vilma Jamnická），101歲，出生於奧匈帝國的斯洛伐克女演員和占星家。[128]
- 弗朗西斯·拉卡辛（Francis Lacassin），76歲，法國編輯。[129]
- 派翠夏·馬龍（Patricia W. Malone），84歲，美國海軍軍官。[130]
- 阿迪亞·普拉卡什（Aditya Prakash），84歲，印度建築師。[131]
- 赫姆·施耐德曼（Herm Schneidman），94歲，美式橄欖球運動員（綠灣包裝工隊）。[132]
- 斯坦·斯托裡曼斯（Stan Storimans），39歲，荷蘭攝影記者和攝影師，迫擊炮射擊。[133]
- 比爾·斯圖拉（Bill Stulla），97歲，美國兒童電視節目主持人。[134]

### 13日
- 梁銘彥，67歲，前香港人民入境事務處處長（1989年－1996年）。[135]
- 桑迪·艾倫（Sandy Allen），53歲，美國世界上最高的女性（根據吉尼斯世界紀錄）。[136]
- 亨利·嘉当（Henri Cartan），104歲，法國數學家。[137]
- 比尔·格瓦特尼，48歲，美國政治家，阿肯色州參議員（1992-2002），阿肯色州民主黨主席，被槍殺。[138]
- 约翰·麦克杜格尔（John MacDougall），60歲，英國政治家，自2005年起擔任葛籣羅西斯議員，2001-2005年擔任中央法夫（2001-2005）議員，間皮瘤。[139]
- Nollaig Ó Gadhra，64歲，愛爾蘭語言活動家、記者和歷史學家，Teilifís na Gaeilge的聯合創始人。[140]
- 羅伊·普羅瑟（Roy Prosser），66歲，澳大利亞國際橄欖球聯盟球員，心臟病發作。[141]
- 迪諾·托索（Dino Toso），39歲，義大利汽車工程師，雷諾F1空氣動力學總監，癌症。[142]
- 傑克·威爾（Jack Weil），107歲，Rockmount Ranch Wear的美國創始人，最年長的在職首席執行官。[143]
- 斯圖爾特·卡里·韋爾奇（Stuart Cary Welch），80歲，美國學者，印度和伊斯蘭藝術收藏家。[144]

### 14日
- 青地清二，66歲，日本跳臺滑雪運動員，胃癌。[145]
- 布魯斯·洛克哈特男爵，66歲，英國政治家和地方政府領導人，癌症。[146]
- 拉爾夫·費金（Ralph Feigin），70歲，美國兒科醫生，肺癌。[147]
- 路易吉·格羅西（Luigi Grossi），83歲，義大利奧運短跑運動員。[148]
- Percy Irausquin，39歲，阿路巴時裝設計師，腦溢血。[149]
- 卡爾頓·約翰，92-93，特立尼達西印度板球裁判。[150]
- 馬里烏斯·馬齊耶斯（Marius Maziers），93歲，羅馬天主教會的法國主教。[151]
- 邁克爾·安東尼·羅德裡格斯（Michael Anthony Rodriguez），45歲，美國殺人犯，德克薩斯七人組成員，注射死刑。[152]
- 麗塔·羅扎（Lita Roza），82歲，英國歌手，第一位登上英國單曲排行榜榜首的英國女性。[153]
- 鮑勃·沃辛頓（Bob Worthington），72歲，美國庫克群島駐美國名譽領事（1985-2008）。[154]

### 15日
- 卡洛斯·梅利亞（Carlos Meglia），50歲，阿根廷漫畫家（Cybersix）。[155]
- James Orthwein，84歲，美國商人，癌症。[156]
- 格拉迪斯·鮑爾斯（Gladys Powers），109歲，出生於英國，最後一位居住在加拿大的第一次世界大戰退伍軍人，曾在WAAC和WRAF服役。[157]
- Leroy Sievers，53歲，美國記者，結腸癌。[158]
- 維克·托維爾，79歲，南非拳擊手，雛量級世界冠軍（1952-1954）。[159]
- 傑里·韋克斯勒（Jerry Wexler），91歲，美國唱片製作人，心力衰竭。[160]
- 達林·溫斯頓（Darrin Winston），42歲，美國棒球運動員（費城費城人隊，1997-1998年），白血病。[161]

### 16日
- 休·巴特（Hugh Butt），98歲，美國醫生。[162]
- Dorival Caymmi，94歲，巴西詞曲作者和歌手，多器官衰竭。[163]
- 羅伯塔·柯林斯（Roberta Collins），63歲，美國女演員（《死亡競賽2000》，《活著吃掉》），吸毒過量。[164]
- 蜜雪兒·加斯帕德·科彭拉特（Michel-Gaspard Coppenrath），84歲，帕皮提大溪地大主教（1973-1999），動脈瘤破裂。[165]
- 羅尼·德魯（Ronnie Drew），73歲，愛爾蘭歌手，都柏林人樂隊的創始成員，長期患病。[166]
- 傑克·鄧納姆（Jack Dunham），98歲，美國動畫師和電視製片人，聖休伯特雞的創造者。[167]
- 福岡正信，95歲，日本微生物學家，免耕穀物種植的先驅。[168]
- Elena Leușteanu，73歲，羅馬尼亞體操運動員，三屆奧運會獎牌得主，胰腺癌。[169]
- 范妮·米奇（Fanny Mikey），78歲，阿根廷出生的哥倫比亞戲劇女演員，腎功能衰竭。[170]
- 約翰尼·摩爾（Johnny Moore），70歲，牙買加小號手，The Skatalites的創始成員，癌症。[171]
- 阿爾弗雷德·雷納（Alfred Rainer），20歲，奧地利北歐兩項滑雪運動員，滑翔傘事故。[172]
- Helge Uuetoa，71歲，愛沙尼亞舞台設計師，被毆打。[173]

### 17日
- 瑪麗·費舍爾（Marie Fisher），77歲，澳大利亞政治家，新南威爾士州立法委員會成員（1978-1988）。[174]
- 戴夫·弗里曼（Dave Freeman），47歲，美國作家（《死前要做的100件事》），跌倒受傷。[175]
- 93歲的莫迪·霍普金斯（Maudie Hopkins）是美國內戰遺孀的最後一位認證。[176]
- 埃德溫·尼克鬆爵士（Sir Edwin Nixon），83歲，英國商人，IBM英國首席執行官。[177]
- 菲力浦·薩夫曼（Philip Saffman），77歲，美國數學家。[178]
- Franco Sensi，82歲，義大利商人，自1993年起擔任羅馬俱樂部主席，呼吸衰竭。[179]

### 18日
- 戴傳李，82歲，臺灣影劇工作者（製片、排片人、電影發行商）。代表作《桃太郎》(1961)、《流浪三兄妹》(1963)、《尋母三千里》(1963)、《地獄新娘》(1965)。[180]
- Kazys Abromavičius，80歲，立陶宛畫家。[181]
- 珍妮特·艾爾利（Jeannette Eyerly），100歲，美國作家和專欄作家。[182]
- 曼尼·法伯（Manny Farber），91歲，美國電影評論家和畫家。[183]
- 鮑勃·漢弗萊斯（Bob Humphrys），56歲，英國BBC體育節目主持人，肺癌。[184]
- Pervis Jackson，70歲，美國R&B貝斯歌手（The Spinners），癌症。[185]
- 弗洛德·彼得斯（Floyd Peters），72歲，美式橄欖球運動員，阿爾茨海默病併發症。[186]

### 19日
- Leo Abse，91歲，英國政治家，國會議員（1958-1987），同性戀和離婚法律改革者。[187]
- Carlos Arguelles，90歲，菲律賓建築師。[188]
- 朱利葉斯·凱里（Julius Carry），56歲，美國演員（《最後的龍》《迪斯科教父》《兩個傢伙，一個女孩和一個披薩店》），胰腺癌。[189]
- 本雅明·吉布利，89歲，以色列軍事情報局局長。[190]
- 阿爾吉曼塔斯·馬修利斯（Algimantas Masiulis），77歲，立陶宛演員。[191]
- 李羅伊·摩爾（英语：LeRoi Moore），46歲，美國薩克斯風手，大衛·馬修樂團成員，ATV事故併發症。[192]
- 米哈伊爾·穆卡塞（Mikhail Mukasei），101歲，俄羅斯間諜。[193]
- 利维·姆瓦纳瓦萨，59歲，尚比亞政治家，自2002年起擔任總統，中風併發症。[194]
- 黛安·韋伯（Diane Webber），76歲，美國模特和演員。[195]

### 20日
- 東姑阿卜杜拉，83歲，馬來西亞商人。[196]
- 馬里奧·貝爾托克（Mario Bertok），79歲，克羅埃西亞國際象棋特級大師和記者，溺水身亡。[197]
- 馬歇爾·布朗（Marshall Brown），90歲，美國籃球運動員和教練。[198]
- 趙耀東，92歲，台灣經濟部長，多器官功能障礙綜合症。[199]
- 埃德·弗里曼（Ed Freeman），80歲，美國陸軍直升機飛行員，榮譽勳章獲得者，帕金森病併發症。[200]
- 菲爾·蓋伊（Phil Guy），68歲，美國藍調吉他手，巴迪·蓋伊（Buddy Guy）的兄弟，胰腺癌。[201]
- 拉裡·軒尼詩（Larry Hennessy），79歲，美國籃球運動員（費城勇士隊，錫拉丘茲國民隊）。[202]
- 华国锋，87歲，中國總理（1976-1980），中國共產黨主席（1976-1981）。[203]
- 克雷爾·伊斯比斯特（Clair Isbister），92歲，澳大利亞兒科醫生。[204]
- 愛德華·亞沃斯基（Edward Jaworski），82歲，美國奧運水球運動員（1952年）。[205]
- 迪克·鐘斯（Dick Jones），97歲，美國政治家。[206]
- 埃裡克·朗沃斯（Eric Longworth），90歲，英國演員（《爸爸的軍隊》）。[207]
- 萊奧波爾多·塞蘭（Leopoldo Serran），66歲，巴西編劇，肝癌。[208]
- 斯蒂芬妮·塔布斯·鐘斯（Stephanie Tubbs Jones），58歲，自1999年以來來自俄亥俄州的美國眾議院議員，腦溢血。[209]
- 吉恩·厄普肖（Gene Upshaw），63歲，美國NFL球員（奧克蘭突襲者隊），NFLPA執行董事，胰腺癌。[210]

### 21日
- 羅伯特·阿姆斯壯（Robert E. Armstrong），82歲，美國政治家。[211]
- 弗雷德·克蘭（Fred Crane），90歲，美國電影和電視演員（《亂世佳人》），手術併發症。[212]
- 約瑟夫·康斯坦丁·德雷根（Iosif Constantin Drăgan），91歲，羅馬尼亞商人和歷史學家。[213]
- 傑里·芬恩（Jerry Finn），39歲，美國唱片製作人（Blink-182，Green Day，Morrissey），腦溢血。 [214]
- 唐·福克斯（Don Fox），72歲，英國橄欖球聯盟球員（韋克菲爾德）。[215]
- 巴迪·哈曼（Buddy Harman），79歲，美國音樂家，心力衰竭。[216]
- 李言，27歲，韓國演員和模特，摩托車事故。[217]
- Ágústa Þorsteinsdóttir，66歲，冰島奧運游泳運動員。[218]
- 勞倫斯·烏爾當（Laurence Urdang），81歲，美國詞典編纂者，心力衰竭。[219]
- 沃爾夫岡·傅高義（Wolfgang Vogel），82歲，德國律師，冷戰期間囚犯交換計劃的談判代表。[220]

### 22日
- 孔令儀，93歲，孔祥熙、宋靄齡夫婦的長女。[221]
- 肯尼·艾爾希（Kenny Ailshie），59歲，美國馴馬師，自殺。[222]
- 弗蘭克·康尼什（Frank Cornish），40歲，美式橄欖球運動員（達拉斯牛仔隊），明顯心臟病發作。[223]
- 詹姆斯·福克纳（James H. Faulkner），92歲，美國出版商、政治家和教育家。[224]
- 傑夫·麥凱（Jeff MacKay），59歲，美國演員（Magnum，P.I.，Tales of the Gold Monkey，JAG），肝臟併發症。 [225]
- 邁克爾·曼寧（Michael J. Manning），65歲，澳大利亞出生的巴布亞新幾內亞反腐敗活動家和經濟學家，心臟病發作。[226]
- 穆里爾·卡利斯·斯坦伯格·紐曼（Muriel Kallis Steinberg Newman），94歲，美國抽象表現主義藝術收藏家，自然原因。[227]
- 羅伯特·平特納特，60歲，法國足球運動員。[228]
- 拉爾夫·楊（Ralph Young），90歲，美國歌手（桑德勒和楊）。[229]

### 23日
- 謝衍，59歲，中國電影導演，著名導演謝晉之子。[230]
- 吉米·克利夫蘭（Jimmy Cleveland），82歲，美國爵士長號手。[231]
- 露絲·科恩（Ruth Cohen），78歲，美國女演員（宋飛正傳），心臟病發作。[232]
- 里奧·埃爾特（Leo Elter），78歲，美式橄欖球運動員（匹茲堡鋼人隊，華盛頓紅人隊），心力衰竭。[233]
- 史蒂夫·弗利（Steve Foley），49歲，美國鼓手（The Replacements，Bash&Pop），吸毒過量。[234]
- 多麗絲·吉布森（Doris Gibson），98歲，秘魯記者，《Caretas》雜誌創始人。[235]
- 伊恩·希貝爾（Ian Hibell），74歲，英國自行車手，肇事逃逸。[236]
- 尤里·諾森科（Yuri Nosenko），81歲，蘇聯出生的烏克蘭克格勃特工，在長期患病後叛逃到美國。[237]
- 約翰·羅素（John Russell），89歲，英國出生的美國藝術評論家和作家。[238]
- 湯瑪斯·哈克爾·韋勒，93歲，美國病毒學家，諾貝爾醫學獎獲得者（醫學，1954年）。[239]

### 24日
- 傑拉德·福特（Gerard W. Ford），83歲，福特模特經紀公司（Ford Modeling Agency）的美國聯合創始人，心內膜炎。[240]
- Riitta Immonen，90歲，芬蘭時裝設計師和企業家，Marimekko的聯合創始人。[241]
- 泰德·摩澤爾，86歲，美國普利策獎得主劇作家（《一路回家》）。[242]
- 莫裡斯·沙利文（Morris Sullivan），91歲，美國電影製片人（《所有的狗都去天堂》）。[243]
- 彼得·萨顿（Peter Sutton），65歲，英國音響工程師（《帝國反擊戰》、《黑水晶》、《恐怖小店》），奧斯卡獎得主（1981年），白血病。[244]
- 魏巍，88歲，中國詩人、作家，肝癌。[245]

### 25日
- 仁增旺傑，74歲，中國行政待遇最高副省級待遇、年齡最大的鄉幹部， 西藏山南隆子縣列麥鄉黨委書記。[246]
- 深浦加奈子，48歲，日本女演員。結腸癌。[247]
- 埃爾默·安東森（Elmer H. Antonsen），78歲，美國語言學家。
- 蘭達·查哈爾·薩巴格（Randa Chahal Sabag），54歲，黎巴嫩電影製片人，癌症。[248]
- Marpessa Dawn，74歲，美國女演員（《黑俄耳甫斯》），心臟病發作。[249]
- 凯文·达克沃斯（Kevin Duckworth），44歲，美國NBA籃球運動員，肥厚型心肌病導致心力衰竭。[250]
- 艾哈邁德·法拉茲（Ahmad Faraz），74歲，巴基斯坦詩人。[251]
- 哈德威克·奈特（Hardwicke Knight），97歲，紐西蘭歷史學家和攝影師。[252]
- Pavle Kozjek，49歲，斯洛維尼亞登山家，登山事故。[253]
- 賈比爾·赫伯特·穆罕默德（Jabir Herbert Muhammad），79歲，美國商人，穆罕默德·阿裡（Muhammad Ali）的長期經理，心臟手術併發症。[254]
- 瓦西裡·涅斯捷連科（Vassili Nesterenko），73歲，白俄羅斯物理學家。[255]
- 佩爾·亨里克·諾德葛籣（Pehr Henrik Nordgren），64歲，芬蘭作曲家，癌症。[256]
- 馬里奧·費爾南多·佩尼亞·安古洛，56歲，秘魯國會議員，淋巴瘤。[257]
- 約瑟夫·塔爾（Josef Tal），97歲，以色列作曲家，自然原因。[258]
- John Thoday，91歲，英國遺傳學家。[259]

### 26日
- 皮埃爾·科拉斯（Pierre Colas），32歲，德國瑪雅學者，范德比爾特大學人類學助理教授，被槍殺。[260]
- 鮑比·卡明斯（Bobby Cummings），72歲，英格蘭足球運動員（亞伯丁，紐卡斯爾聯隊）。[261]
- 鮑勃·芒特福德（Bob Mountford），56歲，英國足球運動員（維爾港，羅奇代爾），癌症。[262]
- 埃德加多·維加·雲克（Edgardo Vega Yunqué），72歲，波多黎各小說家。[263]
- Hazel Warp，93歲，美國特技演員（《亂世佳人》）。[264]
- 芭芭拉·沃倫（Barbara Warren），65歲，美國鐵人三項運動員，自行車撞車。[265]

### 27日
- 莎莉·阿布斯頓（Sally Abston），74歲，美國外科醫生和科學家，腎衰竭和高血壓。[266]
- 德爾·馬丁（Del Martin），87歲，美國同性戀權利活動家，加州第一例合法同性婚姻，骨折併發症。[267]
- Isa Meireles，76歲，葡萄牙記者和作家。[268]
- Chittaranjan Mitra，82歲，印度科學家和行政人員。[269]
- 阿比·內森（Abie Nathan），81歲，以色列和平活動家，和平之聲廣播電台創始人。[270]
- 馬克·普裡斯特利（Mark Priestley），32歲，澳大利亞演員（All Saints），自殺。[271]
- 奧拉沃·塞圖巴爾，85歲，巴西政治家和銀行家，聖保羅市長（1975-1979），心力衰竭。[272]

### 28日
- 伊爾汗·伯克（İlhan Berk），89歲，土耳其詩人。[273]
- 哈羅德·查勒諾（Harold Challenor），86歲，英國戰爭英雄（Speedwell行動）和腐敗的大都會員警。[274]
- 菲爾·希爾，81歲，美國賽車手，1961年一級方程式世界冠軍，帕金森病併發症。[275]
- 拉爾夫·科維爾（Ralph Kovel），88歲，美國古董專家和作家，髖部骨折併發症。[276]
- 奇達南達·薩拉斯瓦蒂（Chidananda Saraswati），91歲，印度精神領袖，神聖生命協會主席。[277]
- Sigurbjörn Einarsson，97歲，冰島教會冰島主教（1959-1981）。[278]
- 奇妙的史密斯，97歲，美國喜劇演員，自然原因。[279]
- 蜜雪兒·瓦斯特爾（Michel Vastel），68歲，加拿大記者和專欄作家，喉癌。[280]

### 29日
- 威廉·阿普林，75歲，美國指揮家、鋼琴家、教育家和編曲家。[281]
- 布裡奇特·克拉克羅夫特-埃利（Bridget Cracroft-Eley），74歲，自1995年起擔任林肯郡的英國中尉。[282]
- Jayshree Gadkar，66歲，印度女演員。[283]
- 大衛·戈登·艾倫·德·阿爾德坎布·拉姆斯登（David Gordon Allen d'Aldecamb Lumsden），75歲，英國人加里奧赫·普蘇伊萬特（Garioch Pursuivant）。[284]
- 貝拉·甘迺迪（Bela E. Kennedy），美國政治家，90歲，密歇根州立法者。[285]
- 杰弗里·珀金斯（Geoffrey Perkins），55歲，英國喜劇製片人，作家和表演者，BBC喜劇主管，交通事故。[286]
- 彼得·斯諾（Peter Snow），81歲，英國藝術家和劇院設計師。[287]

### 30日
- K. K. Birla，89歲，印度實業家和政治家，短暫生病後。[288]
- 湯米·博爾特（Tommy Bolt），92歲，美國職業高爾夫球手，1958年美國公開賽冠軍，肝功能衰竭。[289]
- 羅賓·布洛（Robin Bullough），78歲，英國數學物理學家。[290]
- 布萊恩·漢布利（Brian Hambly），71歲，澳大利亞橄欖球聯盟球員。[291]
- 殺手科瓦爾斯基，81歲，加拿大職業摔跤手，心臟病發作。[292]
- 埃爾登·拉斯本（Eldon Rathburn），92歲，加拿大作曲家，短暫生病後。[293]
- 吉爾伯托·林孔·加拉多（Gilberto Rincón Gallardo），69歲，墨西哥政治家，總統候選人。[294]
- 威廉·霍華德·里金斯（William Howard Wriggins），90歲，美國學者，駐斯裡蘭卡和瑪律地夫大使（1977-1979）。[295]

### 31日
- 譚月萍，45歲，香港民主黨黃大仙區區議員。[296]
- 辛西婭·阿赫恩（Cynthia Ahearn），55歲，美國棘皮病學家和博物館專家。[297]
- Meir Avizohar，84歲，以色列政治家和學者。[298]
- 讓-瑪麗·伯克曼斯（Jean-Marie Berckmans），54歲，比利時作家，肺病。[299]
- 肯·坎貝爾（Ken Campbell），66歲，英國演員（《一條叫旺達的魚》）。[300]
- 傑米·多蘭（Jamie Dolan），39歲，英國足球運動員（馬瑟韋爾足球俱樂部），心臟病發作。[301]
- Harmohinder Singh Gill，75歲，印度裔美國科學家。[302]
- 埃德溫·古斯曼（Edwin O. Guthman），89歲，美國普利策獎得主，澱粉樣變性。[303]
- 艾克·帕帕斯（Ike Pappas），75歲，美國哥倫比亞廣播公司（CBS）記者，廣播了李·哈威·奧斯瓦爾德（Lee Harvey Oswald）的謀殺案，心力衰竭。[304]
- 維克多·耶茨（Victor Yates），69歲，紐西蘭橄欖球運動員。[305]
- 37歲的印古什記者、反對派新聞網站 Ingushetiya.ru 的所有者馬戈梅德·葉夫洛耶夫（Magomed Yevloyev）被槍殺。[306]